# Тельминское (озеро)
Тельминское — озеро в Дмитровском сельском поселении Шатурского района Московской области, в 2 км к северу от деревни Филинской. Соединяется каналом с озером Филинским.

## Физико-географическая характеристика
Озеро, предположительно, ледникового происхождения.
Площадь — 0,1 км² (10 га), длина — около 460 м, ширина — около 260 м. Для озера характерны отлогие, низкие берега, с восточной стороны приподнятые. Прибрежная зона заболочена.
Глубина — 0,5-1,5 м, максимальная глубина достигает 4 м (по некоторым данным до 10 м). Дно котлованное, илистое. Вода полупрозрачная, торфяная с коричневой окраской. Видимость от 40 см до 1 м.
Среди водной растительности распространены камыш, жёсткий тростник, рдесты, элодея, кубышка, кувшинка, осоки, стрелолист, также встречается канадский рис, ряска и земноводная гречиха. В окрестностях озера произрастает берёза приземистая, занесённая в Красную книгу Московской области. В озере обитают щука, окунь, язь, карась, плотва, вьюн, линь, ёрш, ротан, редко попадается карп. Встречается ондатра.
Озеро используется для рыболовства и охоты на перелётных птиц.